# Khu bảo tồn thiên nhiên Mường La
Khu bảo tồn thiên nhiên Mường La là một khu bảo tồn thiên nhiên nằm ở phía bắc tỉnh Sơn La, Việt Nam

## Giới thiệu chung
Ban quản lý Khu bảo tồn thiên nhiên Mường La được thành lập theo Quyết định số 511/QĐ-UBND ngày 07/3/2016 của UBND tỉnh Sơn La, với tổng diện tích rừng và đất lâm nghiệp được giao quản lý 15.735,43 ha (157,35 km2) thuộc địa bàn 03 xã Ngọc Chiến, Hua Trai, Nậm Păm. Ban có chức năng nhiệm vụ: Quản lý, bảo vệ rừng, phát triển rừng trong khu rừng đặc dụng; Bảo tồn, phát huy các giá trị đa dạng sinh học, nguồn gen sinh vật; bảo tồn thiên nhiên, mẫu chuẩn hệ sinh thái, các giá trị văn hóa, lịch sử; nghiên cứu khoa học, hợp tác quốc tế và phát triển sinh vật; giáo dục nâng cao nhận thức môi trường và cung ứng dịch vụ môi trường rừng; phát triển du lịch sinh thái theo quy định của pháp luật thuộc phạm vi các ban được giao quản lý.

## Vị trí địa lý và giáp ranh

### Vị trí
Khu BTTN Mường La nằm trên 3 xã Ngọc Chiến, Hua Trai, Nậm Păm. Trụ sở chính của Khu BTTN Mường La đặt tại Sam Síp, bản Khom Châu, xã Ngọc Chiến, huyện Mường La.

### Giáp ranh
Khu BTTN Mường La:
- Phía bắc giáp huyện Mù Cang Chải, tỉnh Yên Bái

- Phía tây giáp huyện Quỳnh Nhai và huyện Thuận Châu

- Phía đông giáp huyện Trạm Tấu, tỉnh Yên Bái

- Phía nam giáp huyện Bắc Yên, Mai Sơn và thành phố Sơn La.

## Đa dạng sinh học
Ngày 23/12/2021, Ủy ban nhân dân tỉnh Sơn La đã ban hành Quyết định số 3207/QĐ-UBND về việc phê duyệt kết quả điều tra đa dạng sinh học và xây dựng danh mục các loài động, thực vật rừng tại Khu bảo tồn thiên nhiên Mường La.

### Thực vật
Thống kê được 1015 loài thực vật thuộc 538 chi và 161 họ của 5 ngành thực vật bậc cao có mạch. Trong đó, Ngành hạt kín chiếm ưu thế gần như tuyệt đối với 871 loài thuộc 478 chi và 131 họ chiếm 85,81% số loài, 88,85% số chi 81,37% số họ của hệ thực vật tại khu vực nghiên cứu. Tiếp đến là ngành Dương xỉ (Polypodiophyta) với 20 họ có 120 loài, ngành Hạt trần (Gymnospermae) có 7 họ với 18 loài; ngành Thông đất (Lycopodiophyta) có 2 họ 13 loài; ngành Cỏ tháp bút (Equisetophyta) có 1 họ và 1 loài; Về phổ dạng sống thực vật ở đây chủ yếu là các cây chồi trên (Ph) chiếm tỷ lệ lớn, lên đến 79,31%. Trong 6 dạng sống thuộc nhóm này, nhóm cây chồi lên là cây gỗ (MM) chiếm tỷ lệ cao nhất với 33,2% cho thấy hệ thực vật tại khu vực nghiên cứu vẫn chủ yếu là các cây gỗ;
Về công dụng: trong tổng số 1015 loài thực vật của khu vực nghiên cứu có 793 lượt công dụng, trong đó có nhiều loài cây cho nhiều công dụng (từ 2- 4 công dụng khác nhau). Trong đó, nhóm cây lấy gỗ 224 loài, nhóm làm thuốc 292 loài, nhóm làm thực phẩm 101 loài, nhóm cho các sản phẩm chiết xuất 29 loài, nhóm cho sợi 40 loài và nhóm công dụng khác 101 loài.
Khu vực nghiên cứu có 79 loài thực vật quý hiếm chiếm 7,78% tổng số loài thực vật phân bố ở khu vực nghiên cứu. Trong đó, theo danh lục đỏ thế giới IUCN (2020) có  21 loài chiếm tỷ lệ 26,58%; Sách đỏ Việt Nam 2007 có 31 loài chiếm tỷ lệ 39,24% và theo Nghị định 84/NĐ-CP có 56 loài chiếm tỷ lệ 70,89%.

### Động vật
Khu BTTN Mường La ghi nhận được 76 loài thú ở 58 chi, 26 họ thuộc, 9 bộ. Trong đó các loài thuộc bộ Rodentia (Bộ Gặm nhấm) và bộ Carnivora (Bộ Ăn thịt) có số họ, chi và loài cao nhất so với các bộ còn lại lần lượt là 5 họ, 16 chi, 24 loài và 6 họ, 19 chi, 22 loài; ưu thế tuyệt đối so với các ngành khác với cả về số họ, số chi và số loài. Tiếp theo là bộ Insectivora (Bộ Ăn sâu bọ) với 4 họ, 7 chi và 9 loài; Bộ Pholidota (Bộ Tê tê) và bộ Scandentia (Bộ Nhiều răng) có số các taxon rất ít, thấp nhất trong các bộ chỉ với duy nhất 1 họ, 1 chi và 1 loài. Khu BTTN có 30 loài thú quý hiếm thuộc 14 họ;
- Có 25 loài thú trong danh lục đỏ IUCN 2020, 20 loài trong sách đỏ Việt Nam 2007 và 18 loài trong nghị định 84/NĐ-CP năm 2021;

- Có 191 loài chim thuộc 127 chi, 51 họ, 16 bộ. Trong đó nhiều nhất bộ sẻ với 106 loài thuộc 62 chi và 27 họ. Có 29 loài Chim quý hiếm. Trong đó, danh lục đỏ IUCN 2020 có 5 loài, sách đỏ Việt Nam 2007 có 6 loài và Nghị định 84/NĐ-CP có 25 loài

- Có 57 loài bò sát thuộc 16 họ, 2 bộ. Trong đó có 14 loài Bò sát quý hiếm, danh lục đỏ IUCN 2020 có 11 loài, sách đỏ Việt Nam 2007 có 4 loài và Nghị định 84/NĐ-CP có 8 loài. Trong đó nhiều loài có giá trị bảo tồn cao như Rắn hổ mang chúa, Rắn đầu to, Kỳ đà hoa…

- Có 37 loài Lưỡng cư thuộc 7 họ, 2 bộ. Trong đó, có 4 loài Lưỡng cư quý hiếm cả 4 loài đều có tên trong sách đỏ Việt Nam 2007, 3 loài có tên trong danh lục đỏ IUCN 2020 và 1 loài có tên trong nghị định 84/NĐ-CP năm 2021

Kết quả điều tra tại khu vực đã phát hiện 265 loài côn trùng ở 198 giống và 49 họ thuộc 8 bộ côn trùng. các loài thuộc bộ Cánh phấn (Lepidoptera) ưu thế so với các ngành khác với 11 họ, 63 chi và 99 loài. Bộ Cánh cứng (Coleoptera) đứng thứ hai khi có số lượng loài và chi khá cao tại khu vực với 13 họ, 61 chi và tới 75 loài. Bộ bọ ngựa (Mantodea) và bộ Chuồn chuồn (Odonata) có số các taxon rất ít, với 1 họ, 2 chi, 2 loài và 2 họ, 4 chi, 4 loài nhưng cũng thể hiện được sự đại diện cho ngành này trong hệ côn trùng.